# Hamburger Pensionskasse von 1905
Die Hamburger Pensionskasse von 1905 VVaG (HPK) ist eine überbetriebliche Firmenpensionskasse, die Arbeitnehmern im Rahmen der betrieblichen Altersvorsorge Versorgungsleistungen im Vorruhe- und Altersruhestand, bei Erwerbsminderung und zur Absicherung der Familie gewährt. 
Die HPK gehört ausschließlich ihren Mitgliedsunternehmen. Gemeinsam mit ihrer Verwaltungsgesellschaft, der Hamburger Pensionsverwaltung eG (HAPEV), bietet die HPK ihren Mitgliedsunternehmen für alle Durchführungswege (Pensionskasse, Pensionsfonds, Unterstützungskasse, Direktzusage) sämtliche Dienstleistungen zur Gestaltung, Verwaltung und Absicherung von Versorgungszusagen.
HPK und HAPEV sind Social-Profit-Unternehmen. Sie arbeiten ohne eigenes Gewinninteresse. Überschüsse kommen ausschließlich den begünstigten Arbeitnehmern und Rentnern zugute. 
Bundesweit haben sich rund 4.000 Unternehmen der HPK und der HAPEV angeschlossen. Darunter sind vor allem große Handelsunternehmen und Unternehmen der Ernährungsindustrie. Die 12 größten Mitgliedsunternehmen sind Rewe, Aldi Nord, Coca-Cola Erfrischungsgetränke, Globus, Deichmann, dmk, Ferrero, METRO, Media-Saturn und Rossmann.

## Ausrichtung
HPK und HAPEV teilen die Überzeugung, dass sich das sinkende Leistungsniveau in der gesetzlichen Rente am effizientesten durch ein kollektiv organisiertes und einfach strukturiertes System der betrieblichen Altersversorgung ausgleichen lässt. Dazu passen ihre beiden Unternehmensformen: der Verein auf Gegenseitigkeit und die eingetragene Genossenschaft (eG). In beiden Rechtsformen ist eine besondere unternehmerische Ausrichtung enthalten, nämlich die eines von den Mitgliedern gesteuerten Unternehmens. Es arbeitet ohne eigenes Gewinninteresse ausschließlich für seine Mitglieder. 
Die Mitglieder sind die alleinigen Träger.

## Geschichte
Die Ursprünge der HPK gehen auf eine Initiative der deutschen Konsumgenossenschaftsbewegung und insbesondere deren führender Persönlichkeit, Heinrich Kaufmann, zurück. Der Genossenschaftstag in Stuttgart gründete am 20. Juni 1905 die Unterstützungskasse des Zentralverbandes deutscher Konsumvereine mit Sitz in Hamburg. Sie ermöglichte für alle Beschäftigten der Konsumgenossenschaften und ihrer verbundenen Unternehmen eine günstige zusätzliche Altersversorgung.
In den folgenden Jahrzehnten, die von den beiden Weltkriegen, Inflation und Währungsreformen geprägt waren, bewährte sich die Pensionskasse als Partner der betrieblichen Altersvorsorge für ihre Mitgliedsunternehmen vor allem aus dem Einzelhandel.
Am 8. Oktober 1992 beschließt die Vertreterversammlung den neuen Namen Hamburger Pensionskasse von 1905 VVaG.
Auf Initiative der HPK wird am 1. März 1993 die Hamburger Pensionsrückdeckungskasse VVaG (HPR) gegründet. Auf diese neue Kasse wird der vorhandene Bestand an Rückdeckungsversicherungen übertragen. Beide Kassen gemeinsam bieten ihren Mitgliedsunternehmen ein Kombinationsmodell aus Pensionskassenzusage und Rückdeckung von Direkt- und Unterstützungkassenzusagen an (Duales System). Zu den größten Mitgliedsunternehmen der HPR zählen u. a. ZF, DGB-Unterstützungskasse und die Betriebskrankenkassen.
Am 1. Oktober 1995 lagern die HPK und die HPR die gesamte Verwaltung im Wege der Ausgliederung auf die HAPEV aus.
Die HAPEV übernimmt am 1. Juli 1997 die Verwaltung der Phoenix Pensionskasse.
In den 1990er Jahren schließen sich viele weitere Handelsunternehmen der HPK (und teilweise auch der HPR) an, darunter Marktkauf, REWE, Metro und Tengelmann. Die Tarifparteien im Großhandel vereinbaren am 1. September 2000 erste Tarifverträge zur Altersvorsorge, die die HPK als Träger vorsehen.
Am 1. Juli 2001 wird auch im Einzelhandel ein Tarifvertrag zur Altersvorsorge vereinbart. 22 der 30 größten deutschen Handelsunternehmen nutzen die HPK zur Umsetzung des Tarifvertrags.
Am 1. Januar 2002 tritt das Altersvermögensgesetz in Kraft. Es regelt die Möglichkeit der Privatvorsorge durch die Riester-Rente und verbessert zugleich die Finanzierung über Pensionskassen. Nahezu die gesamte Ernährungsindustrie, für die die Pensionskasse Ernährung und Genuss eingerichtet wird, tritt der HPK bei. Weitere große Handelsunternehmen, wie z. B. ALDI-Nord, Globus, EDEKA und Rossmann kommen hinzu.
Am 1. Juli 2004 übernimmt die HAPEV die Verwaltung einer weiteren Pensionskasse, der Pensions-, Witwen- und Waisenkasse der v. Bodelschwinghschen Anstalten Bethel VVaG.
Das Aufsichtsgesetz wird zum 1. August 2005 geändert. Zukünftig wird zwischen den von Banken und Versicherungen gegründeten vertrieblich orientierten Pensionskassen und den Firmenpensionskassen differenziert. Letztere zeichnen sich durch ihre Orientierung auf die angeschlossenen Mitgliedsunternehmen und den Verzicht auf Werbung und Vertriebsaufwand aus. Alle von der HAPEV verwalteten Pensionskassen werden von der Aufsichtsbehörde als Firmenpensionskasse anerkannt. Die HPK ist bis heute nach Mitgliedern die größte auf Gegenseitigkeit organisierte Firmenpensionskasse Deutschlands.
Am 1. Januar 2008 wird sie mit der Verwaltung der Versorgungskasse Fritz Henkel VVaG beauftragt, die 2015 auf die HPK verschmolzen wurde.
Am 1. Mai 2011 übernimmt die HAPEV aus dem Swiss Re Konzern die Verwaltung der Pensionskasse der Mitarbeiter der ehemaligen Frankona Rückversicherungs-AG VVaG.
Seit Januar 2014 verwaltet die HAPEV die zur Deutschen Bahn gehörende Schenker Pensionskasse, seit Januar 2016 die Pensionskasse für Angestellte der Continental Aktiengesellschaft VVaG und seit Januar 2017 die MER-Pensionskasse für TUI und DER.
2016 verwaltet die HAPEV mit 155 Mitarbeitern die Altersvorsorge für sieben Pensionskassen, 15 Unterstützungskassen und zahlreiche Direktzusagen mit rund einer Million Personen aus über 2.000 Mitgliedsunternehmen.